# Les mil i una nits (pel·lícula de 1945)
Les mil i una nits (títol original: A Thousand and One Nights) és una pel·lícula d'aventures fantàstica estatunidenca de 1945 dirigida per Alfred E. Green i protagonitzada per Evelyn Keyes, Phil Silvers, Adele Jergens i Cornel Wilde. Està doblada al català.
Va ser nominada a dos premis de l'Acadèmia, a la millor direcció artística, color (Stephen Goosson, Rudolph Sternad, Frank Tuttle) i als millors efectes especials (Ray Bomba i Lawrence W. Butler).

## Argument
Ambientada a Bagdad i basada en la història medieval de les mil i una nits.

## Repartiment
- Evelyn Keyes com Babs, el geni
- Phil Silvers com Abdullah
- Adele Jergens com princesa Armina
- Cornel Wilde com Aladí
- Dusty Anderson com Novira
- Dennis Hoey com Sultà Kamar Al-Kir i Princep Hadji
- Philip Van Zandt com Gran Wazir Abu-Hassan
- Gus Schilling com Jafar
- Nestor Paiva com Kahim
- Rex Ingram com a Gegant
- Richard Hale com Kofir
- John Abbott com Ali
- Shelley Winters com una noia a l'harem (sense acreditar)
- Nina Foch com una noia a l'harem (sense acreditar)

## Recepció
Dennis Schwartz va descriure la pel·lícula com "una sàtira atractiva però bufona de les Nits d'Aràbia" i va afirmar que "les rialles són difícils d'aconseguir i són més involuntàries que intencionades".